# Cryptocarya calandoi
Cryptocarya calandoi är en lagerväxtart som beskrevs av André Joseph Guillaume Henri Kostermans. Cryptocarya calandoi ingår i släktet Cryptocarya och familjen lagerväxter. Inga underarter finns listade i Catalogue of Life.